# Пій XI
Пій XI (італ. Pio XI, світське ім'я — Акілле Ратті; (31 травня 1857 , Дезіо, Ломбардо-Венеційське королівство, Австро-Угорщина  — 10 лютого 1939 , Ватикан ) — 259-й Папа Римський (1922—1939).

## Біографія
Був префектом Ватиканської бібліотеки.
1918 — посланий представником (апостольський візитатор) Ватикану у Росію (куди не був допущений), Польщу і Балтію.
З травня 1919 — папський нунцій у Варшаві. Засуджував утиски Української греко-католицької церкви польською владою після окупації Галичини Польщею.
Після 1922 року, будучи обраний Папою, активно виступав проти тоталітарних режимів у Німеччині та СРСР; засуджував переслідування церкви нацистами та проповідування расистської ідеології (енцикліка Mit brenender Sorge; 1937), виступав проти комуністичної ідеології та нищення релігійного життя в СРСР (енцикліка Divini Redemptoris; 1937).
1925 року уклав конкордат з урядом Польської Республіки, який, зокрема, упорядкував правове становище УГКЦ у Польщі.
1931 року збудував будинок Колегії святого Йосафата у Римі. У тому ж році дозволив поширення діяльності чину василіян на Угорщину та Румунію.
1935 року створив кодифікаційні комісії для врегулювання східного канонічного права.
1937 року оприлюднив першу енцикліку німецькою мовою «Mit brennender Sorge» (укр. З величезною стурбованістю). В енцикліці згадувалися порушення угоди з Церквою, містилася критику расизму та інших аспектів нацистської ідеології.
1938 року відкрито виступив проти проголошеного Беніто Муссоліні курсу на запровадження в Італії расистської політики. У тому ж році з прихильністю поставився до виникнення автономної Карпатської України та призначив для неї апостольським адміністратором Діонісія Няраді.